# もしもツアーズ
『もしもツアーズ』は、フジテレビと一部の同局系列で2002年10月5日から2022年9月24日まで毎週土曜18:30 - 19:00（JST）に放送されていた旅行バラエティ番組。正式名称は『もしもツアーズ 〜the tour makes your Sunday Happy〜』（もしもツアーズ ザ・ツアー・メイクス・ユア・サンデー・ハッピー）。通称『もしツア』。ハイビジョン制作（2008年3月29日放送分から）、番組連動データ放送あり。

## 概要
キャイ〜ンら出演者がちょっとした工夫やアイデアを加えた『家族でできる面白ツアー』を体験し、視聴者に向けて『もしもの日曜日お出かけツアー』を伝える全編ロケ番組。この番組コンセプトは、当番組のサブタイトル「the tour makes your Sunday Happy」（「ツアーはあなたの日曜日を幸せにする」という意味）にも表れている。タイトルコールでは、『もしもツアーズ』をレギュラー全員が担当し、ガイドの交代時に撮り直されている。サブタイトルはセイン・カミュが担当。セインの降板後も引き続き使用されていたが、2011年10月、2代目ガイドの平愛梨などの加入に伴い、撮り直しの際にサブタイトル部分が天野ひろゆきで撮り直されている。2017年の3代目ガイドの福原遥の加入以降はサブタイトルが割愛され、2代目ナレーションの柳原可奈子による「週末のお得な楽しみ方をお届けする お出かけバラエティ。それは…」というフレーズが追加される。柳原のフレーズは2019年に自身の産休による離脱や2020年9月にナレーションから週替わりレギュラーに異動した以降も引き続き使用されている。
ツアー先は東京から日帰り旅行ができる範囲を基準としており、関東地方や伊豆半島を取り上げることがほとんどであるが、スペシャル時は北海道や関西地方、沖縄県を回ることもある。移動では一般の交通機関だけでなく、番組のオリジナルバス「もしツアバス」が用いられる事がある。日帰りを前提としているため、宿泊のためのホテルや旅館は紹介されない。ただし、取り上げた旅行箇所近辺のホテル宿泊券等の視聴者プレゼントは毎回ではないがある。
毎回ツアーのテーマがあり、そのテーマに関するエキスパートがツアープレゼンターで登場し、ツアーガイド役とともに行く先々を紹介する。
「もしツアルーレット」を使い、レギュラーとゲストのうち料理や温泉等を楽しめない人を決める。逆に、「もしツアルーレット」に自分が当たった人のみ料理や温泉を楽しめるパターンもある。また、寿司の場合は食べられないだけではなく、自腹でメンバー全員の分も払うのも恒例。なお、ルーレットは通常エキスパートが回す。
「もしツアルーレット」の時の掛け声『もしツア、もしツア、ルーレットスタート!』と振り付けは天野が考えたものである。レギュラーになる前のKABA.ちゃんがゲストに来た時に提案した振り付けをしていた時期もあるが、現在はまた天野バージョンに戻っている。
このもしツアルーレットは次番組「イタズラジャーニー」にも引き継がれた。
番組の最後について、初期はウド鈴木によるダジャレで締めていたが、2005年4月から2011年3月はウドによる当該時期の土曜19時台の番組の類似企画が行われるのが恒例だった。2011年4月からは再びウドのダジャレで締める演出に戻っている。
2005年4月から2011年3月までのウドのコーナーは、19時からの番組がプロ野球中継や特別番組等で、通常の放送がない週でも行われる。
スペシャル時の場合、東海テレビや関西テレビなど大半が同時間帯における自社番組を放送するために19:00開始の短縮版にするケースがほとんどである。これは改編期に見られる。
なお、番組内に出てくるイラストはウドが書いたものである。また、収録は基本的に毎週水曜日に行う。

## 番組史
2006年4月22日放送では、「サザエさん生誕60周年記念ツアー」（桜新町）のため、番組内では『アニメ版「サザエさん」』の世界に「もしツア」出演者がアニメで登場した（アニメ制作はエイケン）。アニメキャラとの共演はこれが初だった。
2008年4月12日放送では、3本のうち2本のロケでツアーガイド役の坂下千里子が欠席し、松尾翠と戸部洋子（両フジテレビアナウンサー）が代役としてそれぞれのロケを担当。その後、同月14日に坂下は第1子の妊娠を発表した。同月26日放送では正式に産休を発表し、以後2009年3月14日放送までの間は各回毎にタレントもしくはフジテレビアナウンサーがツアーガイド役を担当していた。
2008年5月3日の松尾がツアーガイド代役の回では、前々日放送の『めざにゅ〜』のコーナー「ココCHECKチアキアルキ」のロケ日とこの本番組のロケ日が重なり、松尾と当時『めざにゅ〜』木・金・土曜日のお天気担当の岩崎千明がロケ中に遭遇した。
2010年5月15日放送分でツアーガイド役の坂下が第2子の妊娠を発表。その為、同月22日放送より産休に入り、以降、ツアーガイド役は再びタレントもしくはフジテレビアナウンサーが担当していた。2011年5月7日放送にて、2度目の産休明けの坂下がゲストとして番組に復帰した。なおレギュラーからは降板したことを同日放送分の収録について記した坂下本人のブログで明かした。これによりツアーガイド役は正式に各回ごとにタレントもしくはフジテレビ女性アナウンサーが担当することとなり、同年9月24日まで続いた。
2011年10月1日放送から新レギュラーとしてはんにゃ、Kis-My-Ft2が、坂下に替わる2代目のツアーガイドに平愛梨が加わり、大幅リニューアルとなる。
2014年8月19日、「もしツア特別編 夏休みまだまだ楽しめる日本一だらけのお得ツアーズ」を『カスペ!』枠（19:00 - 20:54）にて全国ネット放送した。この特番は生放送で行われ、連動データ放送を使用した視聴者プレゼント企画が実施された。またナレーターは武田祐子と真地勇志が担当し、通常回で担当している柳原は休みとなった。　　
2017年2月4日、サッカー日本代表・長友佑都との結婚によるイタリア移住に伴い、平が番組を降板。以降は坂下の時と同様、ツアーガイド役は各回ごとにタレントが担当したが、フジテレビアナウンサーが担当することはなかった。
2017年4月15日放送より、3代目ツアーガイドに福原遥、週替わりレギュラーとしてフェアリーズの伊藤萌々香と平祐奈（平愛梨の妹）が出演。また、この回は18:30 - 20:54には、「もしもツアーズ 京都のお土産・セブンイレブン・ニトリ…3大日本一スポット! 今夜限定で攻略教えますSP」を2時間半スペシャルで放送された。
『FNS27時間テレビ』の放送開始が19:00だった時代は、例年その年の総合司会やコーナー出演者などが登場していた。2006年では高島彩（当時フジテレビアナウンサー）が冒頭のみ登場、中居正広がVTRでの出演、2007年では東国原英夫（当時宮崎県知事）が出演した。2008年では高島・中野美奈子（当時フジテレビアナウンサー）が冒頭から登場し終盤に明石家さんまが登場した。2009年では里田まい・スザンヌ・南明奈が冒頭から登場し、後半にはめちゃイケメンバーが登場した。2010年ではスザンヌがツアーガイドとして登場し、庄司智春（品川庄司）がゲストとして登場した。2011年以降は18:30開始との体制になったため、番組自体は休止となっている。
2019年3月30日、番組当初からのレギュラーである三瓶が長友の専属シェフに向けての修行によるトルコ移住のために番組を降板することを発表。これにより、番組当初から出演し続けているのはキャイ〜ンだけとなった。
2020年3月21日、3代目ツアーガイドの福原が卒業を発表。また、番組初期から使用を続けてきた「もしツアバス」も卒業を発表した。
2020年4月から7月4日の放送分では、新型コロナウイルス感染症の拡大による影響でツアーロケが行えず、急遽1か月間は総集編の放送で凌いだのち、改正・新型インフルエンザ等対策特別措置法による緊急事態宣言が発令されている期間の収録となる5月放送分からは街ロケや屋内スタジオ収録を避け、フジテレビ社屋の屋外テラスにて各地のお取り寄せグルメや閉館中の水族館の様子などを週替わりレギュラー陣が持ち回りで紹介する番組構成となった。7月11日放送分よりツアーロケが再開された。
2020年9月5日放送分より、不在であったツアーガイド役に同年入社のアナウンサー・渡邊渚が4代目として就任。アナウンサーが正式にツアーガイド役として起用されたのは渡邊が初である。
2022年3月26日放送分で、4代目ツアーガイドの渡邊が卒業を発表した。
2022年4月23日放送分よりTVer・FODでの見逃し配信が開始された。

## シリーズの終焉とその後
2022年7月15日付の複数のスポーツ新聞で、本番組が同年9月をもって放送を終了とするとの記事が掲載された。この記事について当初、フジテレビ側は「10月期の改編についてはお答えしておりません」とのコメントを出していたが、同月29日、9月24日でレギュラー放送を終了し、それ以降は不定期の特別番組として継続されることが正式に発表された。次番組は過去に2度特番が放送された『イタズラジャーニー』をレギュラーに昇格させ、放送されている（関東ほかで放送）。
放送終了直前の8月放送では、歴代の4人のツアーガイドが隔週で再登場し、レギュラー放送最終回となる2022年9月24日放送分は、当番組で40回目となる箱根をめぐるツアーを決行。今まで出来なかったこととして足湯やバーベキューを行った後には番組最後にゲストとして出演したウッチャンナンチャンから、番組開始よりレギュラー出演していたキャイ〜ンへ花束の贈呈、キャイ〜ンがウンナンと本格的に初共演していた他局の『ウッチャンナンチャンのウリナリ!!』での思い出話を中心としたフリートークとキャイ〜ン2人からの視聴者へのメッセージを行い、最後にウドが番組内で扮していたキャラクター『ウ古利彦』となり「次番組へたすきを繋いできます！」と箱根路へと駆け出し、20年間のレギュラー放送を終えた。
当番組の終了と同時に、1997年10月に開始した『これがキャイ〜ンだ!?』から、番組や放送時間を変更しながら25年間にわたって続いたフジテレビのキャイ〜ンのレギュラー番組シリーズも終了となった。
レギュラー放送終了後も不定期の特別番組として継続し、2022年12月28日11:45 - 14:45にレギュラー放送終了後初の特別番組となる『もしもツアーズスペシャル!おでかけグルメツアー』を全国ネットで放送、2023年7月30日16:00 - 17:25には2度目の特別番組を放送した。

## 出演者

### レギュラー
- キャイ〜ン（ウド鈴木・天野ひろゆき、2002年10月5日 - 2022年9月24日） - メインキャスト[注 17]
  - 番組開始当初から最終回まで唯一出演し続けた。

### 過去のレギュラー
- 三瓶（2002年10月5日 - 2019年3月30日）
  - キャイ～ンと共に番組開始当初から出演していたが、プロサッカー選手・長友佑都の専属料理人になるための修行でトルコに移住するため、2019年3月30日放送分を以って降板した。しかし、トルコに移住してわずか2か月でホームシックに陥り心が折れてしまい修行を断念し帰国。帰国してからは当番組には復帰することはなかった。

### ツアーガイド
ツアーガイドは赤色■のガイド服を着用して出演。また青色■・黄色■・紫■・ピンク■のガイド服も採用されたことがある。
- 坂下千里子（初代ツアーガイド、2002年10月5日 - 2010年5月15日・2022年8月6日、※2度目の産休時に降板。）
- 平愛梨（2代目ツアーガイド、2011年10月1日 - 2017年2月4日・2022年8月13日、※結婚及びイタリア移住のため降板。）
- 福原遥（3代目ツアーガイド、2017年4月15日 - 2020年3月21日・2022年8月20日)
- 渡邊渚（フジテレビアナウンサー、4代目ツアーガイド、2020年9月5日 - 2022年3月26日・2022年8月27日）
- 松田好花 (日向坂46、スペシャルツアーガイド、2023年7月30日)

### 隔週・週替わりレギュラー
- セイン・カミュ（隔週、2002年10月5日 - 2005年3月）
- 関根勤（隔週、番組開始 - 2008年9月）- 降板後も不定期でゲスト出演しており、2022年9月17日放送分ではツアーガイドを務めた。
- KABA.ちゃん（隔週、2005年4月 - 2008年9月）

#### ここからは週替わりレギュラー
※ 週替わりメンバーは不在の放送回もある。
- Kis-My-Ft2（2011年10月1日 - 2022年9月24日） - 基本的には1回の収録にメンバーの1人が出演。スペシャルでは2人や3人で出演することもある。2019年以降は番組に登場しない回もある。
  - メンバーが体調不良の場合は他のメンバーが代わりに出演したことがある（過去の例としては千賀健永が風邪のため宮田俊哉が代わって出演したことがある）[注 17][注 22]。
- はんにゃ[注 23]（金田哲・川島章良、2011年10月1日 - 2019年3月30日[注 24]） 
  - 2011年9月以前は、不定期で出演していた。
- 柳原可奈子（2020年7月25日 - 2022年9月24日）
  - 武田祐子の産休による降板を期に2代目ナレーターとして番組に加入[注 25]。
  - 2019年4月6日放送分をもって自身も産休に入り、2020年7月25日放送分でロケメンバーとして約1年3ヶ月ぶりに復帰。同年8月15日・8月29日放送分でもロケに出演し、9月以降は週替わりレギュラーとして出演。
- 平祐奈（2017年4月15日 - 2022年9月24日）
  - 2代目ツアーガイド・平愛梨の妹。
- 伊藤萌々香（2017年4月15日 - 2022年9月24日）
  - 2020年6月まではダンスボーカルグループフェアリーズのメンバー。レギュラー加入前の2011年2月11日放送分では代理ツアーガイドを務めた。
  - 近年は、同じ週替わりレギュラーであるKis-My-Ft2の横尾渉と『横もも』として出演する傾向である。

### ナレーション
- 武田祐子（フジテレビアナウンサー→フリーアナウンサー、初代ナレーター、 2002年10月5日 - 2011年9月24日・2019年4月6日 - 2022年9月24日）
  - 産休を期に降板。ロケメンバーとして番組に出演した事もあり、その時は同じフジテレビアナウンサーだった中村仁美がナレーションを担当した。降板後も、2013年4月23日・2014年8月19日（共に『カスペ!』枠）・2013年7月13日（一般放送回）でもナレーションを務めた[注 26]。
  - 2019年4月6日より柳原可奈子の産休に伴う代役として5年ぶりにナレーションを務め、2020年9月以降は柳原が週替わりレギュラーとして出演することにより正式にナレーターに復帰。
- 柳原可奈子（2代目ナレーター、2011年10月1日 - 2019年4月6日）
  - 上述の通り自身の産休に伴い武田が復帰する形でナレーターを降板。産休後は週替わりレギュラーで復帰。

### 変遷
| 期間                            | 毎週レギュラー   | 毎週レギュラー   | 毎週レギュラー   | その他のレギュラー | その他のレギュラー | その他のレギュラー | その他のレギュラー | ナレーション |
| ------------------------------- | ---------------- | ---------------- | ---------------- | ------------------ | ------------------ | ------------------ | ------------------ | ------------ |
| 2002年10月00 - 2005年03月00     | キャイ〜ン       | 三瓶             | 坂下千里子       | 関根勤             | 関根勤             | セイン・カミュ     | セイン・カミュ     | 武田祐子     |
| 2005年04月00 - 2008年04月26日   | キャイ〜ン       | 三瓶             | 坂下千里子       | 関根勤             | 関根勤             | KABA.ちゃん        | KABA.ちゃん        | 武田祐子     |
| 2008年05月03日 - 2008年09月27日 | キャイ〜ン       | 三瓶             | [ 注 6 ]         | 関根勤             | 関根勤             | KABA.ちゃん        | KABA.ちゃん        | 武田祐子     |
| 2008年10月11日 - 2009年03月14日 | キャイ〜ン       | 三瓶             | [ 注 6 ]         | （不在）           | （不在）           | （不在）           | （不在）           | 武田祐子     |
| 2009年03月21日 - 2010年05月15日 | キャイ〜ン       | 三瓶             | 坂下千里子       | （不在）           | （不在）           | （不在）           | （不在）           | 武田祐子     |
| 2010年05月22日 - 2011年09月24日 | キャイ〜ン       | 三瓶             | [ 注 6 ]         | （不在）           | （不在）           | （不在）           | （不在）           | 武田祐子     |
| 2011年10月01日 - 2017年02月04日 | キャイ〜ン       | 三瓶             | 平愛梨           | Kis-My-Ft2         | Kis-My-Ft2         | はんにゃ           | はんにゃ           | 柳原可奈子   |
| 2017年02月11日 - 2017年03月25日 | キャイ〜ン       | 三瓶             | [ 注 9 ]         | Kis-My-Ft2         | Kis-My-Ft2         | はんにゃ           | はんにゃ           | 柳原可奈子   |
| 2017年04月15日 - 2019年03月30日 | キャイ〜ン       | 三瓶             | 福原遥           | Kis-My-Ft2         | はんにゃ           | 平祐奈             | 伊藤萌々香         | 柳原可奈子   |
| 2019年04月06日 - 2020年03月21日 | キャイ〜ン       | キャイ〜ン       | 福原遥           | Kis-My-Ft2         | Kis-My-Ft2         | 平祐奈             | 伊藤萌々香         | 武田祐子     |
| 2020年04月04日 - 2020年04月25日 | （総集編を放送） | （総集編を放送） | （総集編を放送） | （総集編を放送）   | （総集編を放送）   | （総集編を放送）   | （総集編を放送）   | 武田祐子     |
| 2020年05月02日 - 2020年08月29日 | キャイ〜ン       | キャイ〜ン       | キャイ〜ン       | Kis-My-Ft2         | Kis-My-Ft2         | 平祐奈             | 伊藤萌々香         | 武田祐子     |
| 2020年09月05日 - 2022年03月26日 | キャイ〜ン       | キャイ〜ン       | 渡邊渚           | Kis-My-Ft2         | 柳原可奈子         | 平祐奈             | 伊藤萌々香         | 武田祐子     |
| 2022年04月02日 - 2022年09月24日 | キャイ〜ン       | キャイ〜ン       | 小室瑛莉子       | Kis-My-Ft2         | 柳原可奈子         | 平祐奈             | 伊藤萌々香         | 武田祐子     |

## ネット局と放送時間
レギュラー放送終了時点
| 放送対象地域  | 放送局                    | 系列           | 放送時間                     | ネット状況 | 備考                |
| ------------- | ------------------------- | -------------- | ---------------------------- | ---------- | ------------------- |
| 関東広域圏    | フジテレビ（CX）          | フジテレビ系列 | 土曜 18:30 - 19:00           | 制作局     | 制作局              |
| 秋田県        | 秋田テレビ（AKT）         | フジテレビ系列 | 土曜 18:30 - 19:00           | 同時ネット | [ 注 35 ]           |
| 山形県        | さくらんぼテレビ（SAY）   | フジテレビ系列 | 土曜 18:30 - 19:00           | 同時ネット |                     |
| 富山県        | 富山テレビ（BBT）         | フジテレビ系列 | 土曜 18:30 - 19:00           | 同時ネット | [ 注 36 ]           |
| 石川県        | 石川テレビ（ITC）         | フジテレビ系列 | 土曜 18:30 - 19:00           | 同時ネット | [ 注 37 ]           |
| 佐賀県        | サガテレビ（sts）         | フジテレビ系列 | 土曜 18:30 - 19:00           | 同時ネット | [ 注 38 ] [ 注 39 ] |
| 福島県        | 福島テレビ（FTV）         | フジテレビ系列 | 土曜 18:30 - 19:00           | 週による   | [ 注 40 ] [ 注 41 ] |
| 北海道        | 北海道文化放送（uhb）     | フジテレビ系列 | 日曜 13:30 - 14:00           | 遅れネット | [ 注 42 ]           |
| 新潟県        | NST新潟総合テレビ（NST）  | フジテレビ系列 | 日曜 8:25 - 9:00             | 遅れネット | [ 注 43 ] [ 注 44 ] |
| 静岡県        | テレビ静岡（SUT）         | フジテレビ系列 | 土曜 1:10 - 1:40             | 遅れネット | [ 注 45 ]           |
| 中京広域圏    | 東海テレビ（THK）         | フジテレビ系列 | 日曜 14:30 - 15:00           | 遅れネット | [ 注 46 ]           |
| 島根県 鳥取県 | さんいん中央テレビ（TSK） | フジテレビ系列 | 月曜 15:15 - 15:45           | 遅れネット | [ 注 47 ]           |
| 岡山県 香川県 | 岡山放送（OHK）           | フジテレビ系列 | 日曜 1:15 - 1:45（土曜深夜） | 遅れネット | [ 注 48 ]           |
| 高知県        | 高知さんさんテレビ（KSS） | フジテレビ系列 | 土曜 11:20 - 11:50           | 遅れネット | [ 注 49 ]           |
| 福岡県        | テレビ西日本（TNC）       | フジテレビ系列 | 土曜 5:30 - 6:00             | 遅れネット | [ 注 50 ]           |
| 山梨県        | 山梨放送（YBS）           | 日本テレビ系列 | 土曜 10:55 - 11:25           | 遅れネット |                     |

- この他、アメリカ合衆国でも、フジテレビが現地ケーブルテレビ局を通じ、ロサンゼルス（現地時間金曜日）およびホノルル（同土曜日）で同番組を放送している。
- 遅れネット局や非ネット局での拡大版は同時ネットを行うが、土曜18:30からフルネットを行う局と19:00から短縮版を放送する局とで対応が分かれていた。テレビ大分では19時台は日本テレビとネットを組んでいるため、同時ネットを一切行わなかった。
- レギュラー放送終了時点では、フジテレビと同時ネットの系列局では連動データ放送を実施しているが、過去には同時ネットでも連動データ放送をネットしなかった局があった[注 51]。
- フジテレビとの同時ネット局では番組終了後、日によってはCMをはさまずに『芸能人が本気で考えた!ドッキリGP』、または『新しいカギ』、『土曜プレミアム』に接続する場合があった。
- 福島テレビは放送開始時から同時ネットしていたが、2021年に入ってからは福島ローカル向けの特別番組[注 52]に散発的に差し替えて編成するケースが目立つようになり、そこに2022年4月からは月1回ペースで『アルピーの福島あるある認定委員会』が同時間帯に放送。後日に放送回によって違う放送時間に振替放送されるケースが頻発した。2022年9月17日放送分[注 53]は2022年9月24日土曜14:30 - 15:00に、2022年9月24日の最終回[注 54]は2022年9月29日木曜1:50 - 2:20（水曜深夜）に放送された。

### 過去のネット局
レギュラーネットを終了した局でも、不定期ネットがされる場合があった。これらの局では特番の時に臨時でネットされたり、穴埋め番組として放送された。
| 放送対象地域 | 放送局                    | 系列                                         | 備考                |
| ------------ | ------------------------- | -------------------------------------------- | ------------------- |
| 青森県       | 青森放送（RAB）           | 日本テレビ系列                               |                     |
| 岩手県       | 岩手めんこいテレビ（mit） | フジテレビ系列                               | [ 注 55 ]           |
| 宮城県       | 仙台放送（OX）            | フジテレビ系列                               | [ 注 56 ]           |
| 長野県       | 長野放送（NBS）           | フジテレビ系列                               | [ 注 57 ]           |
| 福井県       | 福井テレビ（FTB）         | フジテレビ系列                               | [ 注 58 ]           |
| 近畿広域圏   | 関西テレビ（KTV）         | フジテレビ系列                               | [ 注 59 ]           |
| 広島県       | テレビ新広島（tss）       | フジテレビ系列                               | [ 注 60 ]           |
| 山口県       | テレビ山口（tys）         | TBS系列                                      | [ 注 61 ]           |
| 愛媛県       | テレビ愛媛（EBC）         | フジテレビ系列                               | [ 注 62 ]           |
| 長崎県       | テレビ長崎（KTN）         | フジテレビ系列                               | [ 注 63 ] [ 注 39 ] |
| 熊本県       | テレビくまもと（TKU）     | フジテレビ系列                               | [ 注 64 ]           |
| 大分県       | テレビ大分（TOS）         | 日本テレビ系列 フジテレビ系列                | [ 注 65 ]           |
| 宮崎県       | テレビ宮崎（UMK）         | フジテレビ系列 日本テレビ系列 テレビ朝日系列 | [ 注 66 ]           |
| 鹿児島県     | 鹿児島テレビ（KTS）       | フジテレビ系列                               | [ 注 39 ]           |
| 沖縄県       | 沖縄テレビ（OTV）         | フジテレビ系列                               | [ 注 67 ]           |

## スタッフ
- ナレーション：武田祐子（柳原の代打で初代ナレーション）/ (産休中・2019年4月6日放送分から)：柳原可奈子
- 構成：岸本浩二
- イラスト：ウド鈴木
- 美術進行：村瀬大
- メイク：津谷成花
- 車輌：渡會隆
- リサーチ：高木美嘉
- 広報：守田美穂（フジテレビ）
- TK：水越理恵（TBG）
- デスク：古賀美由紀、五十嵐玲子
- カメラ：羽鳥慎一郎、山脇吉記、片岡昴大
- 空撮：畔上広行
- 音声：玉城善彦、小澤真琴
- 技術協力：スウィッシュ・ジャパン、Eno studio、モアバウンスサウンド、casinodrive、リトルベア
- 編集：井上真一、小川琢磨
- MA：鈴木久美子
- 音響効果：斉藤信之
- 企画協力：浅井企画
- 制作協力：BEE BRAIN
- ディレクター：内田光、吉田悠太、趙成京
- 制作プロデューサー：亀森幸二（フロンティアーズ、以前はディレクター→制作進行→AP）、笹崎明奈（以前は2017年4月頃からAP）
- 演出：石川祐樹（以前はディレクター→チーフディレクター）
- プロデューサー：佐久間茂（フジテレビ、2017年8月頃 - ）、寺田裕（フジテレビ、2021年9月頃 - 、以前はディレクター）、西敏也（BEE BRAIN）、栗原志帆（栗原→以前は制作プロデューサー）
- チーフプロデューサー：朝妻一（フジテレビ、2019年4月6日 - 、以前は演出・プロデューサー→一時離脱→2015年9月26日 - 2019年3月30日までプロデューサー）
- 制作：フジテレビ編成制作局制作センター第二制作室（旧バラエティ制作センター→制作局第二制作センター→編成局制作センター第二制作室）
- 制作著作：フジテレビ

### 過去のスタッフ
- 制作統括：浜野貴敏（フジテレビ、2019年4月6日 - 2020年9月26日、以前は2007年7月からプロデューサー→演出・プロデューサー→一時離脱→演出・プロデューサー→2015年1月 - 2019年3月までチーフプロデューサー）
- 構成：鈴木おさむ、樋口卓治、村上卓史、齋藤貴義、塩沢航、堀田延、天野慎也
- カメラ：酒井博
- 美術プロデューサー：片岡浩美、古江学
- セットデザイン：桐山三千代（フジテレビ）
- デザイン：武田麻衣子
- 美術進行：矢野雄一郎、鈴木あみ
- アクリル装飾：橋本順、相原加奈、川満貴志
- TK：高木美紀（当時エーステレビ）
- CG：小山未来、岡本英士
- 技術協力：IMAGICA
- 編集：深澤義輝、山家良平、榎本祐紀
- MA：円城寺暁
- 音響効果：安原裕人、秋山武（SAVAN）
- タイトル：岩崎光明、山口希緒子、岩本麻子
- スタイリスト：角田今日子
- メイク：宮崎香、山中朋子、丹澤由梨子
- 音声：山本賢、丸山博充
- リサーチ：フォーミュレーション、クリーク・アンド・リバー社、堀内大希、戸田恵莉紗
- 編成：後藤博幸・坪田譲治（坪田→以前はプロデューサー→チーフプロデューサー）・中島寛朗・金井卓也・成河広明・佐々木渉・加藤達也・吉田寛生（全員フジテレビ）
- 広報：北野あすか・小中ももこ・島谷真理・渡辺朱織・鈴木はるか・高橋慶哉・春日由美・平井隆・北村桃子（全員フジテレビ）
- 制作進行：黒柳法子
- AP：石橋裕子
- 制作プロデューサー：松本明美
- ディレクター：山下浩一（BEE BRAIN）、蓑島敦子、桑原正史、杉原裕一（オイコーポレーション）、吉澤聡史、川瀬貴裕、大平進士（クリーク・アンド・リバー社）、名城ラリータ（FCC）、萩原啓太（当時フジテレビ）、堀田大輔、熊澤美麗、田中美咲（フジテレビ）、小柴享之、内田義之、佐々木崇人（フジテレビ）、小倉伸一（オイコーポレーション）、佐々木繁雄（コラボレーション）、葉山浩樹（フジテレビ）、大塚哉太
- チーフディレクター：石武士（BEE BRAIN、2015年9月26日 - ）
- 演出：中村肇（BEE BRAIN）
- 演出 → アドバイザー：古澤光広（フジテレビ）
- プロデューサー：挾間英行（フジテレビ、2016年8月頃 - 2017年8月頃、以前は演出・プロデューサー）、笹川正平（フジテレビ）、飯村徹郎（フジテレビ、2020年10月10日 - 2021年6月、以前はディレクター → 一時離脱）
- チーフプロデューサー：石井浩二・清水泰貴・黒木彰一（全員フジテレビ、石井→2007年7月までプロデューサー、黒木→2024年2月没）

## 番組テーマ曲
- もしツアルーレット使用楽曲:B-DASH「パパーラ」
- 0930「がんばれ自分!」（2002年10月 - 2003年3月）
- Bon-Bon Blanco「この手につかんだ未来地図（ストーリー）」（2003年4月 - 9月）
- IN-HI「旅立ちサザンクロス」（2003年10月 - 12月）
- sona「ハッピー・ドライブ」（2004年1月 - 3月）
- 高岡亜衣「人生はParadise!」（2004年4月 - 9月）
- もしツアオールスターズ
  - 「カントリーロード（日本語版）」（2004年10月 - 2007年6月）※後述で説明。
  - 「VACATION（日本語版）」（2007年7月 - 2011年9月）
- Kis-My-Ft2
  - 「Kis-My-Venus」（2011年11月 - 2012年2月）
  - 「Deep your voice」（2012年2月 - 7月）
  - 「Summer Lover」（2012年7月 - 10月）
  - 「Winter Lover」（2012年10月 - 2013年2月）
  - 「keep on smile」（2013年2月 - 7月）
  - 「Diamond Honey」（2013年7月 - 2014年2月）
  - 「Crush! Crush! Crush!」（2014年2月 - 2015年5月）
  - 「Halley」（2015年6月 - 2016年7月）
  - 「DREAM STAGE」（2016年7月 - 2017年5月）
  - 「All Around The World」（2017年5月 - 2018年4月）
  - 「Mr.Star Light」（2018年4月 - 9月）
  - 「Your Life」（2018年9月 - 2019年6月）
  - 「Go for it!」（2019年6月 - 2020年2月）
  - 「To Yours」（2020年3月 - 2021年8月）
  - 「SO BLUE」（2021年9月 -2022年9月 ）

## 雑誌
- キャイ〜ンのこちらもしもツアーズTVぴあ出張所（TVぴあ）
  - もしツアまんが?道場!!
  - もしツアについて僕らが語ろうか
  - キャイ〜ンライブに出張

## CD
- 題名「カントリーロード」（日本語詞は松井五郎、作曲:ジョン・デンバー、ビル・ダノフ、タフィー・ナイバート）
  - 歌手:もしツアオールスターズ（キャイ〜ン、関根勤、セイン・カミュ、坂下千里子、三瓶）
  - PV振り付け：ウド鈴木
  - 2004年10月20日発売、発売元ポニーキャニオン（なお、三瓶は、メジャーデビュー時から所属している）
  - 2004年10月18日放送の『HEY!HEY!HEY! MUSIC CHAMP』にて披露。

## 関連番組
- ドラマツアーズ
  - フジテレビ系列の新番組ドラマ、人気ドラマの出演者がもしツア風に参加。